# Eleutherodactylus eneidae
Eleutherodactylus eneidae är en groddjursart som beskrevs av Juan A. Rivero 1959. Eleutherodactylus eneidae ingår i släktet Eleutherodactylus och familjen Eleutherodactylidae. IUCN kategoriserar arten globalt som akut hotad. Inga underarter finns listade i Catalogue of Life.